# Dasypolia taeniata
Dasypolia taeniata är en fjärilsart som beskrevs av Feichenberger 1962. Dasypolia taeniata ingår i släktet Dasypolia och familjen nattflyn. Inga underarter finns listade i Catalogue of Life.